# Xin (astronomie chinoise)
Pour les articles homonymes, voir Xin.
Xin (du chinois mandarin 心宿, c'est-à-dire xīn xiù en pinyin) est le nom d'une loge lunaire en astronomie chinoise. 
Son étoile référente (celle qui délimite la frontière occidentale de la loge) est σ Scorpii. 
Ladite loge occupe une largeur approximative de 5 degrés. 
L'astérisme y associé contient, outre cette étoile, deux autres étoiles. 
En astrologie chinoise, cette loge est associée au groupe du dragon vert de l'est.

## Source
- (en) Francis Richard Stephenson et David A. Green, Historical supernovae and their remnants, Oxford, Oxford University Press, 2002, 252 p. (ISBN 0198507666), page 18.